# Liste des quartiers de Montréal
La ville de Montréal est divisée en dix-neuf arrondissements jouissant de pouvoirs politiques et administratifs assez étendus. Cependant, les arrondissements ne sont pas subdivisés en quartiers administratifs officiels. Il existe aux fins de planification urbaine des quartiers de référence en habitation établis par la Ville de Montréal, au nombre de 77. Cette division présente l'avantage notable d'incorporer l'ensemble du territoire de chaque arrondissement.
Parallèlement, la ville de Montréal comprend 32 quartiers sociologiques.
Dans le domaine électoral, la ville de Montréal est divisée en 58 districts électoraux municipaux.
La liste des quartiers de la ville de Montréal se trouve ci-dessous.

Arrondissements et quartiers de Montréal

## Par ordre alphabétique
Légende : (RÉF) = Quartier de référence en habitation, (SOC) = Quartier sociologique, (ÉLE) = District électoral municipal, (ANC) = Ancien quartier.

### A
- Aire Benny (en) (SOC)
- Anjou (RÉF, SOC)
- Ahuntsic (SOC, ÉLE)
- Ancien quartier juif de Montréal (ANC)

### B
- Beaurivage (RÉF)
- Bordeaux (SOC)
- Bordeaux-Cartierville (ÉLE, SOC)
- Bois-de-Liesse (ÉLE)
- Bois-Franc (RÉF)

### C
- Cap-Saint-Jacques (ÉLE)
- Cartierville (RÉF)
- Cecil-P.-Newman (RÉF, ÉLE)
- Centre (Anjou) (ÉLE)
- Centre (Montréal-Nord) (RÉF)
- Centre-Nord (RÉF)
- Centre-Sud (SOC)
- Centre-ville
- Chameran-Lebeau[5] (SOC)
- Chameran/Montpellier (RÉF)
- Champlain–L’Île-des-Sœurs (ÉLE)
- Cité de la mode (en) (SOC)
- Cité du Havre
- Cité du Multimédia
- Cité-jardin du Tricentenaire[6] (SOC)
- Claude-Ryan (ÉLE)
- Côte-de-Liesse (ÉLE)
- Côte-Saint-Antoine (RÉF)
- Côte-Saint-Paul (RÉF, SOC)
- Côte-des-Neiges (SOC, ÉLE)
- Crémazie (RÉF)

### D
- Darlington (ÉLE)
- De Lorimier (ÉLE)
- Denis-Benjamin-Viger (ÉLE)
- Desmarchais-Crawford (RÉF, ÉLE)
- du Canal (ÉLE)
- Du Collège/Hodge (RÉF)
- Dupéré (RÉF)
- Dutrisac (RÉF)

### E
- Édouard-Montpetit (RÉF)
- Est (Anjou) (ÉLE)
- Est (Montréal-Nord) (RÉF)
- Étienne-Desmarteau (RÉF, ÉLE)

### F
- Faubourg à m'lasse (ANC)
- Faubourg des Récollets (ANC)
- Faubourg Saint-Laurent (SOC)
- Fort-Rolland (ÉLE)
- François-Perrault (RÉF, ÉLE)

### G
- Gabriel-Sagard (RÉF)
- Glenmount (SOC)
- Goose Village (ANC)
- Grande-Prairie (RÉF)
- Grenet (RÉF)
- Griffintown (SOC)
- Guybourg (RÉF)

### H
- Hochelaga (RÉF, ÉLE)
- Hochelaga-Maisonneuve (SOC)

### I
- Île-des-Sœurs (RÉF)

### J
- Jacques-Bizard (ÉLE)
- Jeanne-Mance (ÉLE)
- Jeanne-Sauvé (ÉLE)
- J.-Émery-Provost (ÉLE)
- Joseph-Beaubien (ÉLE)

### L
- Lachine (SOC)
- Lachine-Ouest (RÉF)
- La Petite-Patrie (SOC)
- La Pointe-aux-Prairies (ÉLE)
- LaSalle (SOC)
- La Visitation (RÉF)
- Le Triangle (SOC)
- L'Île-Bizard
- L'Île-Bizard–Sainte-Geneviève (RÉF)
- Longue-Pointe (RÉF, SOC)
- Lorimier (RÉF)
- Louis-Hébert (RÉF)
- Louis-Riel (RÉF, ÉLE)
- Loyola (RÉF, ÉLE)

### M
- Maisonneuve (RÉF, SOC)
- Maisonneuve–Longue-Pointe (ÉLE)
- Marc-Aurèle-Fortin (RÉF)
- Marconi-Alexandra[7] (SOC)
- Marie-Clarac (ÉLE)
- Marie-Victorin (RÉF, ÉLE)
- Mercier (ANC)
- Mercier-Est (SOC)
- Mercier-Ouest (SOC)
- Mile End (RÉF, ÉLE)
- Milton Parc (RÉF)
- Monkland Village (en) (SOC)
- Montagne (RÉF)

### N
- Nicolas-Viel (RÉF)
- Nord-Ouest de l'île de Montréal (SOC)
- Norman-McLaren (ÉLE)
- Notre-Dame-de-Grâce (SOC, ÉLE)
- Nouveau-Bordeaux (RÉF)

### O
- Ouest (Montréal-Nord) (RÉF)
- Ouest (Anjou) (ÉLE)
- Outremont (RÉF, SOC)
- Overdale (en)
- Ovide-Clermont (ÉLE)

### P
- Parc Angus[8] (SOC)
- Parc-Extension (RÉF, SOC, ÉLE)
- Parc-Jarry (RÉF)
- Parc-Kent (RÉF)
- Parc-Lafontaine (RÉF)
- Parc-Laurier (RÉF)
- Père-Marquette (RÉF)
- Peter-McGill (ÉLE, SOC)
- Petite-Bourgogne (RÉF, SOC)
- Petite-Côte (RÉF)
- Petite-Italie[8] (SOC)
- Petit Maghreb (SOC)
- Petit Portugal
- Pierrefonds (SOC)
- Pierrefonds-Est/Roxboro (RÉF)
- Pierrefonds-Ouest (RÉF)
- Pierre-Foretier (ÉLE)
- Plateau Mont-Royal (SOC)
- Pointe-aux-Trembles (RÉF, SOC, ÉLE)
- Pointe-Saint-Charles (RÉF, SOC)
- Port-Maurice (RÉF)
- Préfontaine (RÉF)

### Q
- Quartier chinois
- Quartier Concordia (SOC)
- Quartier de l'innovation (SOC)
- Quartier des gares (SOC)
- Quartier des spectacles (SOC)
- Quartier du Musée (SOC)
- Quartier international (SOC)
- Quartier latin

### R
- Red Light (ANC)
- René-Goupil (RÉF)
- René-Lévesque (RÉF)
- Rivière-des-Prairies (RÉF, SOC, ÉLE)
- Robert-Bourassa (ÉLE)
- Rosemont (SOC)

### S
- Saint-Édouard (RÉF, ÉLE)
- Sainte-Geneviève (ÉLE)
- Sainte-Lucie (RÉF)
- Sainte-Marie (RÉF, ÉLE)
- Saint-Gabriel (SOC)
- Saint-Henri (RÉF, SOC)
- Saint-Henri-Est–Petite-Bourgogne–Pointe-Saint-Charles–Griffintown (ÉLE)
- Saint-Jacques (ÉLE)
- Saint-Léonard-Est (ÉLE)
- Saint-Léonard-Ouest (ÉLE)
- Saint-Louis (RÉF)
- Saint-Michel (SOC, ÉLE)
- Saint-Paul–Émard–Saint-Henri-Ouest (ÉLE)
- Saint-Sulpice (RÉF, ÉLE)
- Sault-Saint-Louis (RÉF, ÉLE)
- Savane (RÉF)
- Sault-au-Récollet (RÉF, ÉLE)
- Snowdon (RÉF, ÉLE)

### T
- Tétreaultville (RÉF, ÉLE)

### U
- Upper Lachine (RÉF)

### V
- Verdun-Centre (RÉF)
- Viauville (SOC)
- Vieux-Lachine - Saint-Pierre (RÉF)
- Vieux-Montréal (RÉF, SOC)
- Vieux-Rosemont (RÉF, ÉLE)
- Village gai
- Village Shaughnessy
- Ville-Émard/Côte Saint-Paul (SOC)
- Ville-Émard (RÉF)
- Villeray (ÉLE, SOC)
- Ville Saint-Pierre (SOC)

### W
- Wellington-de-l'Église[9]

## Par arrondissement
Les 19 arrondissements de Montréal sont entourés d'un trait noir épais sur la carte ci-contre.
Légende : (RÉF) = Quartier de référence en habitation, (SOC) = Quartier sociologique, (ÉLE) = District électoral municipal.

### Ahuntsic-Cartierville[10]
- Ahuntsic (SOC, ÉLE)
- Bordeaux (SOC)
- Bordeaux-Cartierville (ÉLE, SOC)
- Cartierville (RÉF)
- Cité de la mode (en) (SOC)
- La Visitation (RÉF)
- Nicolas-Viel (RÉF)
- Nouveau-Bordeaux (RÉF)
- Saint-Sulpice (RÉF, ÉLE)
- Sault-au-Récollet (RÉF, ÉLE)

### Anjou[11]
- Anjou (RÉF, SOC)
- Centre (ÉLE)
- Est (ÉLE)
- Ouest (ÉLE)

### Côte-des-Neiges–Notre-Dame-de-Grâce[12]
- Aire Benny (en) (SOC)
- Côte-des-Neiges (SOC, ÉLE)
- Côte-Saint-Antoine (RÉF)
- Darlington (ÉLE)
- Édouard-Montpetit (RÉF)
- Glenmount (SOC)
- Le Triangle (SOC)
- Loyola (RÉF, ÉLE)
- Monkland Village (en) (SOC)
- Quartier Namur-Hippodrome[13]
- Notre-Dame-de-Grâce (SOC, ÉLE)
- Parc-Kent (RÉF)
- Savane (RÉF)
- Snowdon (RÉF, ÉLE)
- Upper Lachine (RÉF)

### Lachine[14]
- du Canal (ÉLE)
- Fort-Rolland (ÉLE)
- J.-Émery-Provost (ÉLE)
- Lachine (SOC)
- Lachine-Ouest (RÉF)
- Vieux-Lachine - Saint-Pierre (RÉF)
- Ville Saint-Pierre (SOC)

### LaSalle[15]
- Cecil-P.-Newman (RÉF, ÉLE)
- LaSalle (SOC)
- Sault-Saint-Louis (RÉF, ÉLE)

### Le Plateau-Mont-Royal[16]
- Ancien quartier juif de Montréal (en partie) (ANC)
- De Lorimier (ÉLE)
- Jeanne-Mance (ÉLE)
- Lorimier (RÉF)
- Mile End (RÉF, ÉLE)
- Milton Parc (RÉF)
- Parc-Lafontaine (RÉF)
- Parc-Laurier (RÉF)
- Petit Portugal
- Plateau Mont-Royal (SOC)
- Saint-Louis (RÉF)

### Le Sud-Ouest[17]
- Côte-Saint-Paul (RÉF, SOC)
- Goose Village (ANC)
- Griffintown (en partie) (SOC)
- Petite-Bourgogne (RÉF, SOC)
- Pointe-Saint-Charles (RÉF, SOC)
- Quartier de l'innovation (en partie) (SOC)
- Saint-Gabriel (SOC)
- Saint-Henri (RÉF, SOC)
- Saint-Henri-Est–Petite-Bourgogne–Pointe-Saint-Charles–Griffintown (ÉLE)
- Saint-Paul–Émard–Saint-Henri-Ouest (ÉLE)
- Ville-Émard (RÉF)
- Ville-Émard/Côte Saint-Paul (SOC)

### L'Île-Bizard–Sainte-Geneviève[18]
- Denis-Benjamin-Viger (ÉLE)
- L'Île-Bizard
- Jacques-Bizard (ÉLE)
- L'Île-Bizard–Sainte-Geneviève (RÉF)
- Nord-Ouest de l'île de Montréal (SOC)
- Pierre-Foretier (ÉLE)
- Sainte-Geneviève (ÉLE)

### Mercier–Hochelaga-Maisonneuve[19]
- Beaurivage (RÉF)
- Dupéré (RÉF)
- Guybourg (RÉF)
- Hochelaga (RÉF, ÉLE)
- Hochelaga-Maisonneuve (SOC)
- Longue-Pointe (RÉF, SOC)
- Louis-Riel (RÉF, ÉLE)
- Maisonneuve (RÉF, SOC)
- Maisonneuve–Longue-Pointe (ÉLE)
- Mercier (ANC)
- Mercier-Est (SOC)
- Mercier-Ouest (SOC)
- Nouveau-Rosemont (en partie)
- Préfontaine (RÉF)
- Tétreaultville (RÉF, ÉLE)
- Viauville (SOC)

### Montréal-Nord[20]
- Centre (RÉF)
- Centre-Nord (RÉF)
- Est (RÉF)
- Marie-Clarac (ÉLE)
- Ouest (RÉF)
- Ovide-Clermont (ÉLE)

### Outremont[21]
- Claude-Ryan (ÉLE)
- Jeanne-Sauvé (ÉLE)
- Joseph-Beaubien (ÉLE)
- Outremont (RÉF, SOC)
- Robert-Bourassa (ÉLE)

### Pierrefonds-Roxboro[22]
- Bois-de-Liesse (ÉLE)
- Cap-Saint-Jacques (ÉLE)
- Pierrefonds (SOC)
- Pierrefonds-Est/Roxboro (RÉF)
- Pierrefonds-Ouest (RÉF)
- Roxboro

### Rivière-des-Prairies–Pointe-aux-Trembles[23]
- La Pointe-aux-Prairies (ÉLE)
- Marc-Aurèle-Fortin (RÉF)
- Pointe-aux-Trembles (RÉF, SOC, ÉLE)
- Rivière-des-Prairies (RÉF, SOC, ÉLE)

### Rosemont–La Petite-Patrie[24]
- Cité-jardin du Tricentenaire (SOC)[6]
- Étienne-Desmarteau (RÉF, ÉLE)
- La Petite-Patrie (SOC)
- Louis-Hébert (RÉF)
- Marconi-Alexandra[7] (SOC)
- Marie-Victorin (RÉF, ÉLE)
- Nouveau-Rosemont (en partie)
- Parc Angus[8] (SOC)
- Père-Marquette (RÉF)
- Petite-Côte (RÉF)
- Petite-Italie[8] (SOC)
- Rosemont (SOC)
- Saint-Édouard (RÉF, ÉLE)
- Vieux-Rosemont (RÉF, ÉLE)

### Saint-Laurent[25]
- Bois-Franc (RÉF)
- Chameran-Lebeau[5]
- Chameran/Montpellier (RÉF)
- Côte-de-Liesse (ÉLE)
- Du Collège/Hodge (RÉF)
- Dutrisac (RÉF)
- Grenet (RÉF)
- Norman-McLaren (ÉLE)

### Saint-Léonard[26]
- Grande-Prairie (RÉF)
- Port-Maurice (RÉF)
- Saint-Léonard-Est (ÉLE)
- Saint-Léonard-Ouest (ÉLE)

### Verdun[27]
- Champlain–L’Île-des-Sœurs (ÉLE)
- Desmarchais-Crawford (RÉF, ÉLE)
- Île-des-Sœurs (RÉF)
- Verdun-Centre (RÉF)
- Wellington-de-l'Église[9]

### Ville-Marie[28]
- Ancien quartier juif de Montréal (en partie) (ANC)
- Centre-Sud (SOC)
- Centre-ville
- Cité du Havre
- Cité du Multimédia
- Faubourg à m'lasse (ANC)
- Faubourg des Récollets (ANC)
- Faubourg Saint-Laurent (SOC)
- Griffintown (en partie) (SOC)
- Mille carré doré
- Montagne (RÉF)
- Overdale (en)
- Peter-McGill (ÉLE, SOC)
- Quartier chinois
- Quartier Concordia (SOC)
- Quartier de l'innovation (en partie) (SOC)
- Quartier des gares (SOC)
- Quartier des spectacles (SOC)
- Quartier du Musée (SOC)
- Quartier international (SOC)
- Quartier latin
- Red Light (ANC)
- René-Lévesque (RÉF)
- Sainte-Marie (RÉF, ÉLE)
- Saint-Jacques (ÉLE)
- Vieux-Montréal (RÉF, SOC)
- Village gai
- Village Shaughnessy

### Villeray–Saint-Michel–Parc-Extension[29]
- Crémazie (RÉF)
- François-Perrault (RÉF, ÉLE)
- Gabriel-Sagard (RÉF)
- Parc-Extension (RÉF, SOC, ÉLE)
- Parc-Jarry (RÉF)
- Petit Maghreb (SOC)
- René-Goupil (RÉF)
- Sainte-Lucie (RÉF)
- Saint-Michel (SOC, ÉLE)
- Villeray (ÉLE, SOC)